# Campeonato Panamericano de Balonmano Juvenil Femenino de 2006
El V Campeonato Panamericano de Balonmano Juvenil Femenino se disputó en Blumenau, Brasil entre el 29 de agosto  y el 2 de septiembre de 2006 bajo la organización de la Federación Panamericana de Handball  El torneo pone 2 plazas para el Campeonato Mundial de balonmano Juvenil Femenino de 2006.

## Grupo Único
| Equipo    | PTS | J | G | E | P | GF  | GC  | DG  |
| --------- | --- | - | - | - | - | --- | --- | --- |
| Brasil    | 10  | 5 | 5 | 0 | 0 | 178 | 80  | +98 |
| Argentina | 8   | 5 | 4 | 0 | 1 | 130 | 92  | +38 |
| Uruguay   | 6   | 5 | 3 | 0 | 2 | 117 | 87  | +30 |
| Paraguay  | 4   | 5 | 2 | 0 | 3 | 86  | 125 | -39 |
| Chile     | 2   | 5 | 1 | 0 | 4 | 91  | 137 | -46 |
| México    | 0   | 5 | 0 | 0 | 5 | 79  | 160 | -81 |

### Resultados
| Fecha      | Hora  | Partido³  | Partido³ | Partido³  | Resultado |
| ---------- | ----- | --------- | -------- | --------- | --------- |
| 29.08.2006 | 15:00 | Argentina | -        | Chile     | 27-11     |
| 29.08.2006 | 16:45 | Uruguay   | -        | México    | 27-12     |
| 29.08.2006 | 18:30 | Brasil    | -        | Paraguay  | 35-13     |
| 30.08.2006 | 15:00 | Paraguay  | -        | México    | 29-19     |
| 30.08.2006 | 16:45 | Argentina | -        | Uruguay   | 20-19     |
| 30.08.2006 | 18:00 | Brasil    | -        | Chile     | 42-15     |
| 31.08.2006 | 15:00 | Uruguay   | -        | Chile     | 27-18     |
| 31.08.2006 | 16:30 | Argentina | -        | Paraguay  | 32-11     |
| 31.08.2006 | 18:00 | Brasil    | -        | México    | 44-09     |
| 1.09.2006  | 15:00 | Paraguay  | -        | Chile     | 19-17     |
| 1.09.2006  | 15:15 | Brasil    | -        | Uruguay   | 23-22     |
| 1.09.2006  | 18:00 | Argentina | -        | México    | 30-17     |
| 2.09.2006  | 13:30 | Chile     | -        | México    | 30-22     |
| 2.09.2006  | 17:00 | Brasil    | -        | Argentina | 34-21     |
| 2.09.2006  | 18:30 | Uruguay   | -        | Paraguay  | 22-14     |

| Brasil           |
| Campeón          |
| Brasil 5° título |

### Clasificación general
| 1. Brasil    |
| 2. Argentina |
| 3. Uruguay   |
| 4. Paraguay  |
| 5. Chile     |
| 6. México    |

## Clasificados al Mundial 2006
| Bandera de Brasil | Bandera de Argentina |
| Brasil            | Argentina            |
| ----------------- | -------------------- |